# Anthemis
 Anthemis   L. 1753 è un genere di piante angiosperme dicotiledoni della famiglia delle Asteraceae, sottofamiglia Asteroideae, tribù Anthemideae (Eurasian grade) e sottotribù Anthemidinae.

## Etimologia
L'etimologia del nome generico (Anthemis) deriva dalla parola greca ”Anthemon” (= fiore, abbondante fioritura) poi trasformato in “anthemis” (= piccolo fiore) e fa riferimento all'infiorescenza di queste piante. Questo nome era già usato dai greci antichi per indicare una delle tante specie di camomilla.

Il nome scientifico attualmente accettato (Anthemis) è stato assegnato a questo genere da Carl von Linné (1707 – 1778) biologo e scrittore svedese, considerato il padre della moderna classificazione scientifica degli organismi viventi, nella pubblicazione Species Plantarum del 1753. In realtà è stato il botanico toscano Pier Antonio Micheli (1679 – 1737) a proporre per primo il nome di questo genere nella sua opera Nova plantarum genera iuxta Tournefortii methodum disposita (1729).

## Descrizione

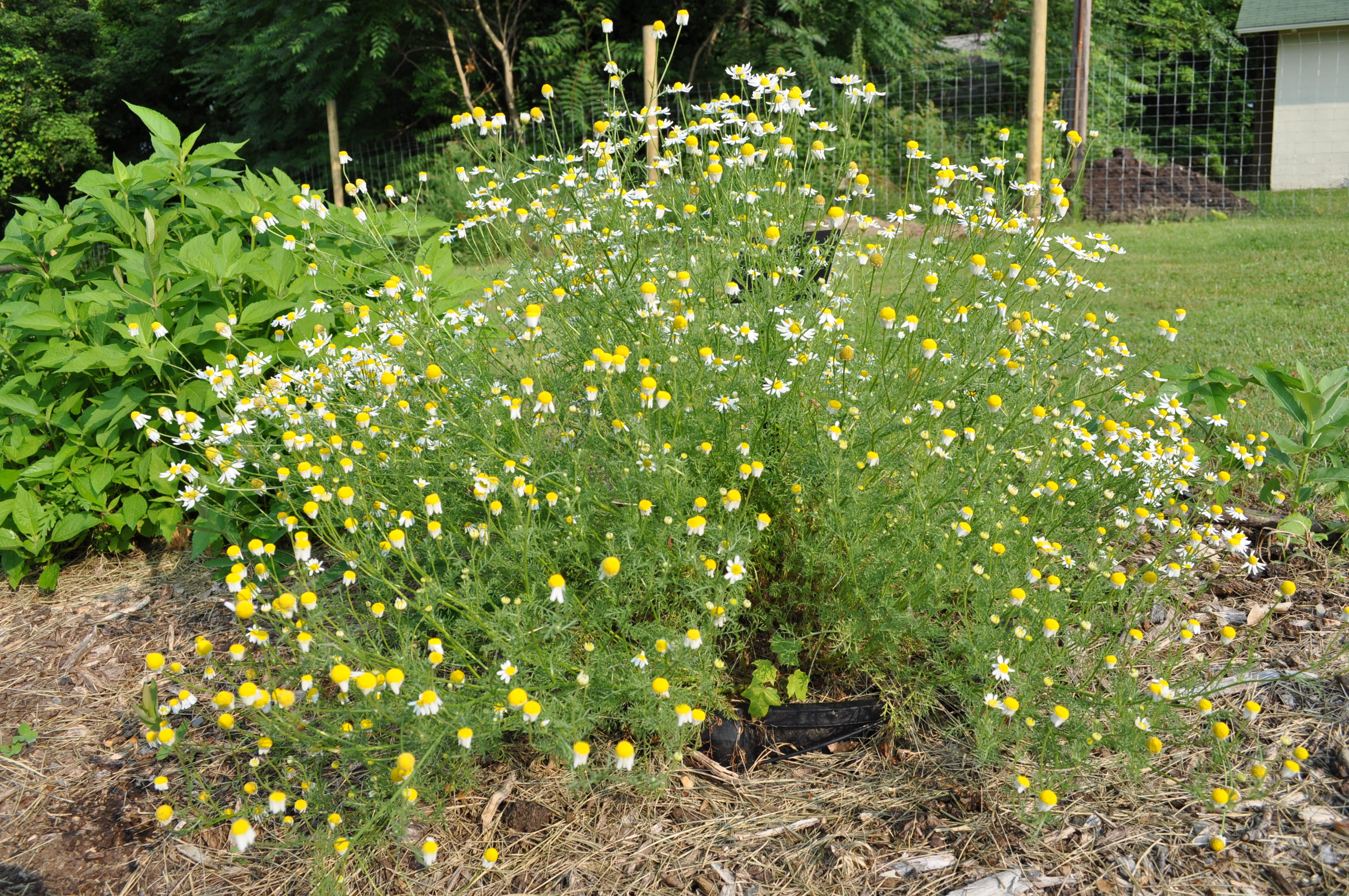
Il portamento
Anthemis cotula

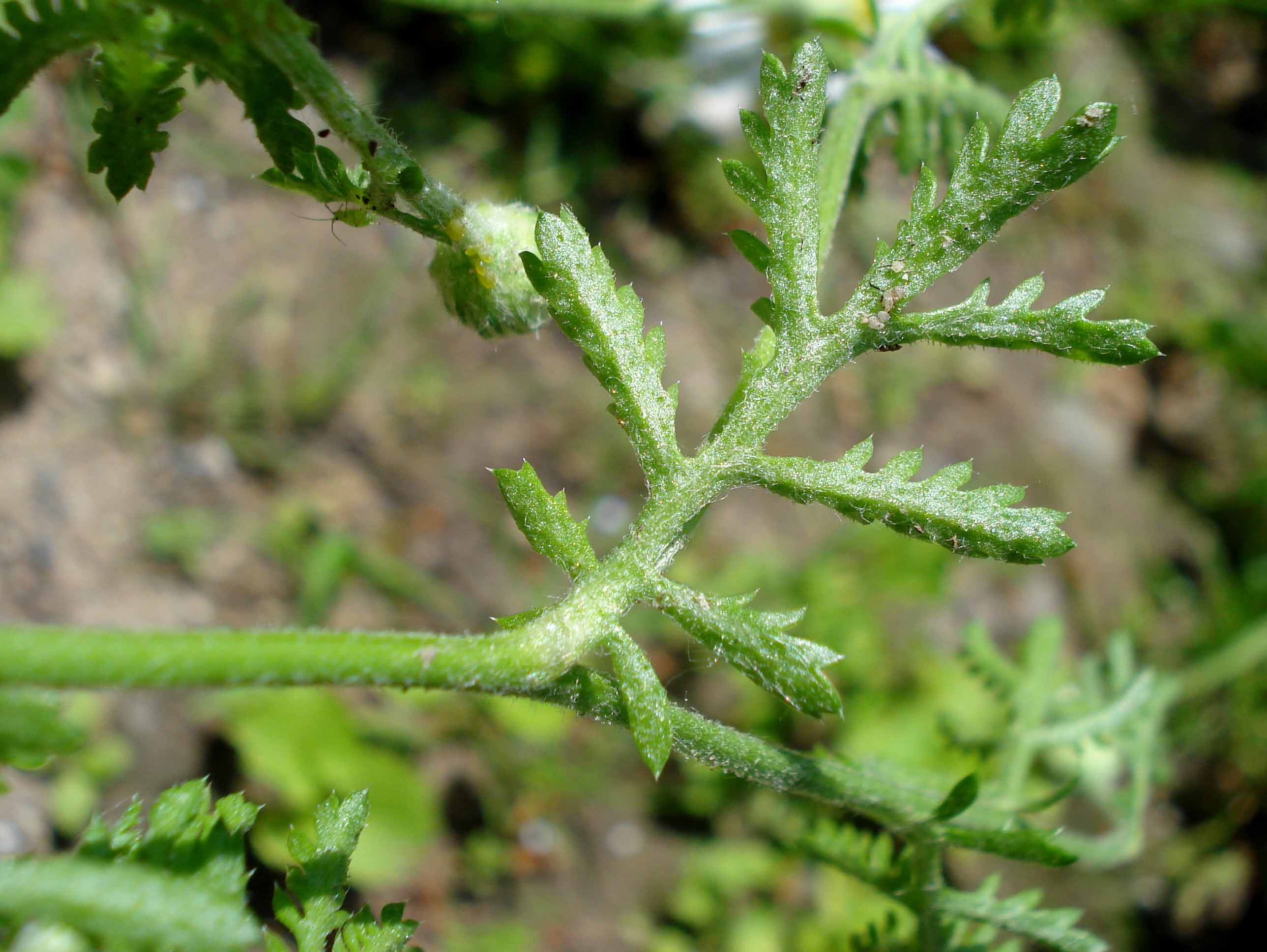
La foglia
(Anthemis arvensis)

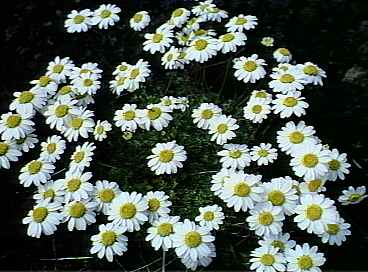
Infiorescenza
(Anthemis aetnensis)

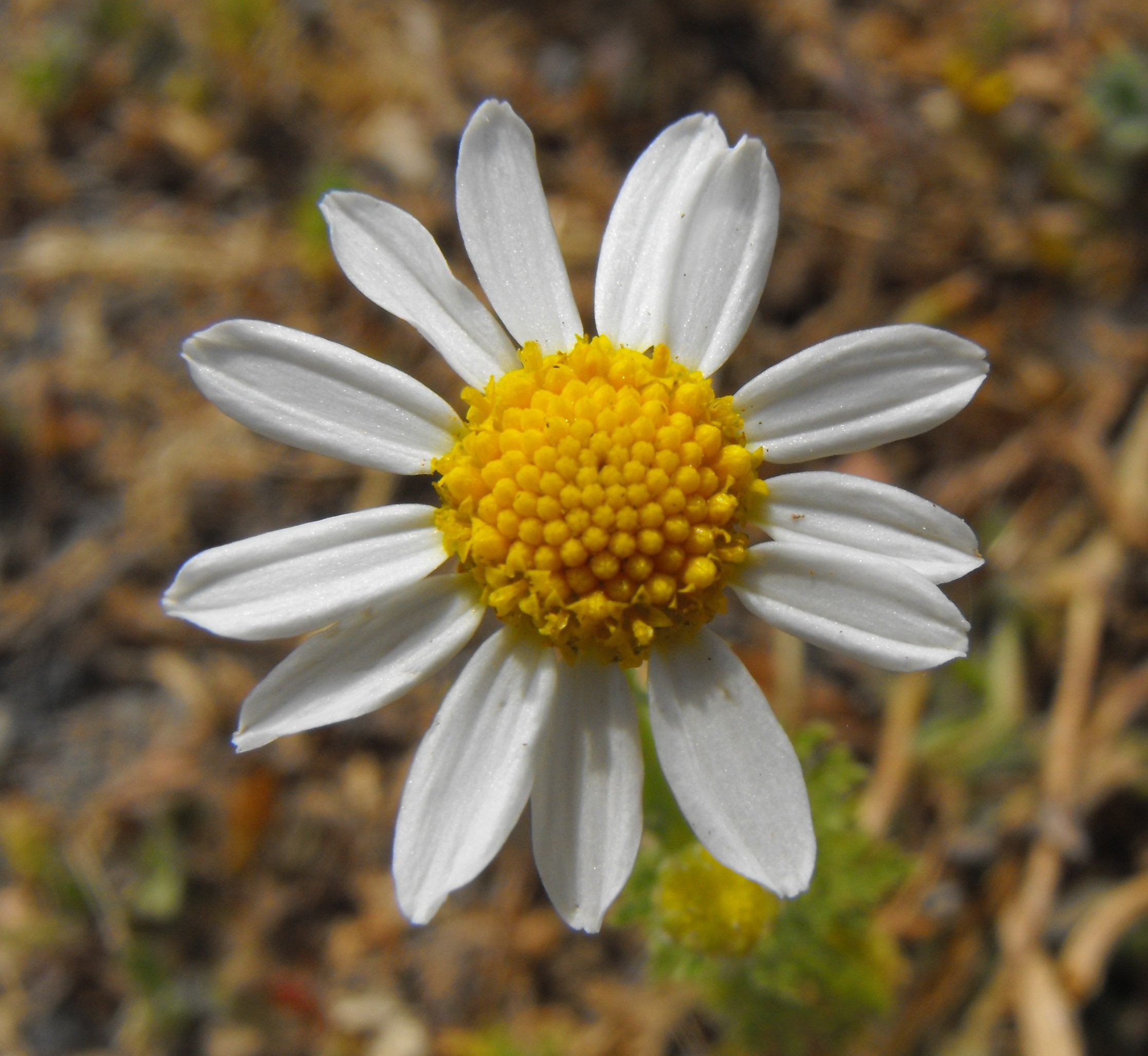
Il capolino
(Anthemis cotula)

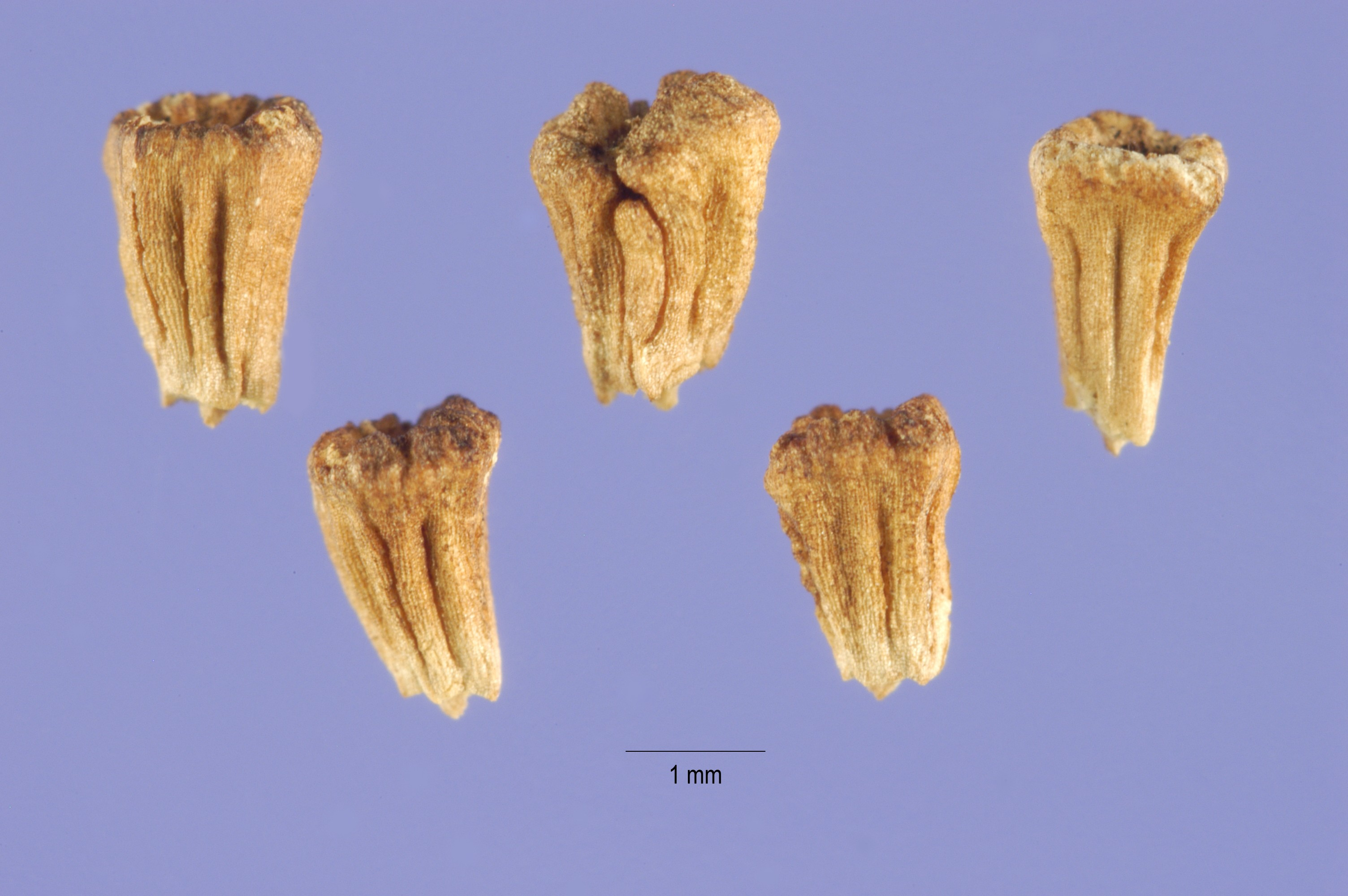
I semi
(Anthemis arvensis)

Portamento. La forma biologica prevalente per le specie di questo genere è terofita scaposa (T scap); ossia sono piante erbacee che differiscono dalle altre forme biologiche poiché, essendo annuali, superano la stagione avversa sotto forma di seme; sono inoltre munite di asse fiorale eretto, spesso con poche foglie. Alcune specie sono considerate anche emcriptofita scaposa (H scap), in questo caso sono piante erbacee, bienni o perenni, con gemme svernanti al livello del suolo e protette dalla lettiera o dalla neve. Altre ancora sono camefite suffruticose (Ch suffr), queste sono piante perenni e sub-legnose alla base a portamento cespuglioso, con gemme svernanti poste ad un'altezza dal suolo tra i 2 ed i 30 cm. L'indumento può essere assente o formato da peli basifissi e/o basifissi.
Radici. Le radici sono secondarie da fittone o rizoma; spesso sono fascicolate.
Fusto. I fusti sono diffuso-ascendente (ramificati alla base), eretti o prostrati. Per ogni pianta si possono avere più gambi. Le piante di questo genere non sono molto alte (massimo 90 cm).
Foglie. Le foglie lungo il caule sono disposte in modo alterno picciolate o sessili. La lamina, da più o meno obovata a spatolata, varia da dentata a lobata; in genere è di tipo una o due (o tre) volte pennatosetta.
Infiorescenza. Le sinflorescenze comprendono sia capolini solitari che raggruppati in corimbi più o meno densi. Le infiorescenze vere e proprie sono composte da un capolino terminale di tipo sia radiato o discoide (disciforme meno spesso), normalmente con fiori eterogami (raramente omogami)). La struttura dei capolini è quella tipica delle Asteraceae: un peduncolo (ingrossato o curvo a maturità) sorregge un involucro, con forme emisferiche, obconiche o ubonate, composto da 21 - 35 brattee, al cui interno un ricettacolo fa da base ai fiori di due tipi: fiori del raggio e fiori del disco. Le brattee, con forme oblanceolate e consistenza membranosa (spesso sfrangiate all'apice e con margini scariosi chiari ialini o scuri), sono disposte in modo più o meno embricato su 3 - 5 serie (quelle esterne sono decidue). Il ricettacolo, oblungo, emisferico o conico, è provvisto di pagliette (che possono anche mancare) lineari-lesiniformi o ovate-ellittiche, acute o ottuse/arrotondate, avvolgenti la base dei fiori. Dimensione dell'involucro:  5-13 mm.
Fiori.  I fiori sono tetra-ciclici (formati cioè da 4 verticilli: calice – corolla – androceo – gineceo) e pentameri (calice e corolla formati da 5 elementi). Si distinguono in:
- fiori del raggio (esterni): fino a 50 per capolino, sono femminili disposti raggianti su una sola serie; la forma è ligulata (zigomorfa); a volte possono mancare o essere sterili o neutri;
- fiori del disco (centrali): sono più numerosi (fino a 300) con forme brevemente tubulose (attinomorfe); sono ermafroditi.

- Formula fiorale:

*/x K {\displaystyle \infty }, [C (5), A (5)], G 2 (infero), achenio
- Calice: i sepali del calice sono ridotti ad una coroncina di squame.
- Corolla:

- fiori del raggio: la forma della corolla alla base è più o meno tubulosa-imbutiforme (a volte pelosa), mentre all'apice è ligulata più o meno lineare-lanceolata (a fine antesi le ligule sono ripiegata verso il basso); la ligula può terminare con alcuni denti; il colore è bianco; lunghezza dei fiori ligulati: 5-15 mm;
- fiori del disco: la forma è tubulare bruscamente divaricata in 5 lobi; i lobi, patenti o eretti, hanno una forma deltata o più o meno lanceolata; il colore può essere giallo o giallo-arancio; lunghezza dei fiori tubulosi: 2-3 mm.

- Androceo: l'androceo è formato da 5 stami (alternati ai lobi della corolla) sorretti da filamenti generalmente liberi; gli stami sono connati e formano un manicotto circondante lo stilo. Le antere possono essere sia di tipo basifisso che mediofisso. La base delle antere è ottusa. Il tessuto dell'endotecio non è polarizzato. Il polline è sferico con un diametro medio di circa 25 micron;  è tricolporato (con tre aperture sia di tipo a fessura che tipo isodiametrica o poro) ed è echinato (con punte sporgenti).
- Gineceo: l'ovario è infero uniloculare formato da 2 carpelli. Lo stilo (il recettore del polline) è profondamente bifido (con due stigmi divergenti) e con le linee stigmatiche marginali separate o contigue. I due bracci dello stilo hanno una forma troncata e possono essere papillosi o ricoperti da ciuffi di peli.

Frutti.  I frutti sono degli acheni persistenti poco compressi più o meno cilindrici, striati e tubercolati; la sezione è rotondeggiante (o appena quadratica) con circa 10 angoli appena evidenti; la superficie è liscia o tubercolata. I frutti contengono dei semi angolosi (uno per ogni frutto). Gli acheni sono senza pappo o sormontati da una corta membrana spugnosa allungata da un lato (la corona può mancare). Il pericarpo è piuttosto spesso con scarse cellule mucillaginifere.

## Biologia
Impollinazione: l'impollinazione avviene tramite insetti (impollinazione entomogama tramite farfalle diurne e notturne).

Riproduzione: la fecondazione avviene fondamentalmente tramite l'impollinazione dei fiori (vedi sopra).

Dispersione: i semi (gli acheni) cadendo a terra sono successivamente dispersi soprattutto da insetti tipo formiche (disseminazione mirmecoria). In questo tipo di piante avviene anche un altro tipo di dispersione: zoocoria. Infatti gli uncini delle brattee dell'involucro (se presenti) si agganciano ai peli degli animali di passaggio disperdendo così anche su lunghe distanze i semi della pianta. Inoltre per merito del pappo (se presente) il vento può trasportare i semi anche a distanza di alcuni chilometri (disseminazione anemocora).

## Distribuzione e habitat
L'habitat abbastanza tipico per le specie di questo genere sono i luoghi incolti o campi coltivati (alcune specie sono infestanti). Il terreno può essere arenoso o anche sassoso, per alcune specie c'è una forte predilezione per le arene marine. La distribuzione è circum-mediterranea con un centro di diversità principale nell'Asia sud-occidentale.

La distribuzione di questo genere è varia. Alcune specie sono endemiche del territorio italiano (specialmente quelle del sud), altre naturalizzate, e altre ancora cosmopolite (Europa, Asia occidentale, Africa del Nord e America settentrionale).

Delle 21 specie  spontanee della flora italiana solo 4 vivono sull'arco alpino. La tabella seguente mette in evidenza alcuni dati relativi all'habitat, al substrato e alla distribuzione delle specie alpine.
| Specie | Comunità vegetali | Piani vegetazionali | Substrato  | pH     | Livello trofico | H2O   | Ambiente | Zona alpina                             |
| --- | ----------------- | ------------------- | ---------- | ------ | --------------- | ----- | -------- | --------------------------------------- |
| A. arvensis | 2                 | montano collinare   | Ca – Si    | neutro | basso           | secco | C1 C2    | tutto l'arco alpino (escl. SO e BL)     |
| A. cotula | 2                 | montano collinare   | Ca – Si    | neutro | medio           | secco | C1 C2    | tutto l'arco alpino (escl. CN, AO e VC) |
| A. cretica | 4                 | subalpino montano   | Ca/Si – Si | neutro | basso           | arido | C2 F2    | CN                                      |
| A. ruthenica | 2                 | collinare           | Ca - Ca/Si | basico | basso           | arido | C1 C2    | (da verificare)                         |
| Legenda e note alla tabella. Substrato con “Ca/Si” si intendono rocce di carattere intermedio (calcari silicei e simili); vengono prese in considerazione solo le zone alpine del territorio italiano (sono indicate le sigle delle province). Comunità vegetali: 2 = comunità terofitiche pioniere nitrofile; 4 = comunità pioniere a terofite e succulente Ambienti: C1 = ambienti sabbiosi, affioramenti rocciosi; C2 = rupi, muri e ripari sotto roccia; F2 = praterie rase, prati e pascoli dal piano collinare al subalpino |                   |                     |            |        |                 |       |          |                                         |

## Sistematica
La famiglia di appartenenza di questa voce (Asteraceae o Compositae, nomen conservandum) probabilmente originaria del Sud America, è la più numerosa del mondo vegetale, comprende oltre 23 000 specie distribuite su 1 535 generi, oppure 22 750 specie e 1 530 generi secondo altre fonti (una delle checklist più aggiornata elenca fino a 1 679 generi). La famiglia attualmente (2021) è divisa in 16 sottofamiglie; la sottofamiglia Asteroideae è una di queste e rappresenta l'evoluzione più recente di tutta la famiglia.

### Filogenesi
Il gruppo di questa voce è descritto nella tribù Anthemideae, una delle 21 tribù della sottofamiglia Asteroideae). In base alle ultime ricerche nella tribù sono stati individuati (provvisoriamente) 4 principali lignaggi (o cladi): "Southern hemisphere grade", "Asian-southern African grade", "Eurasian grade" e "Mediterranean clade". Il genere  Anthemis (insieme alla sottotribù Anthemidinae) è incluso nel clade Eurasian grade. Nella struttura interna della sottotribù si individuano due cladi. Il genere di questa voce fa parte del clade comprendente i generi Cota, Nananthea e Tripleurospermum.
La composizione del genere in questi ultimi anni ha subito più di qualche modifica. Diverse specie di Anthemis sono state spostate ad altri generi. Non per nulla Pignatti nella sua Flora d'Italia considera il genere Anthemis un “genere difficile”; infatti nella chiave analitica del genere Anthemis ha inserito per una migliore comprensione i generi Achillea, Anacyclus, Cota e Chamaemelum. Inoltre spiega dettagliatamente come fare per determinare le varie specie del genere: è necessario sezionare un capolino per visionare a fondo i vari organi interni (le squame dell'involucro, le pagliette del ricettacolo, i fiori del raggio, quelli del disco e gli acheni).
Uno studio filogenetico basato sulle sequenze nucleotidiche di due regioni dei plastidi e integrato da ulteriori analisi sia morfologiche che anatomiche, conferma la monofilia del genere Anthemis insieme al genere Cota separando però da questi alcuni taxa (A. calcarea, A. fruticulosa, A. marschalliana e A. trotzkiana)  che risulterebbero “sister group” dei due generi.
I caratteri distintivi del genere sono:
- l'indumento è fatto di peli medifissi oppure è assente;
- le brattee dell'involucro disposte su 1 - 2 file a maturità sono decidue;
- gli acheni sono persistenti alla maturità;
- l'apice degli acheni possiede una corona erosa e denticolata;
- il pericarpo è piuttosto spesso con scarse cellule mucillaginifere.

Il numero cromosomico delle specie di questo genere è: 2n = 18 (specie poliploidi).
In base all'"orologio molecolare", questo genere ha iniziato a divergere circa 4 milioni di anni fa.
Attualmente (agosto 2024) il genere ha 166 specie.

### Sinonimi
Sono elencati alcuni sinonimi per questa entità:
- Ammanthus Boiss. & Heldr.
- Lyonnetia  Cass.
- Maruta  (Cass.) Gray

### Generi simili
L'infiorescenza delle specie di questo genere è quella tipica delle “margherite”: dei fiori ligulati bianchi circondano dei fiori tubulosi centrali gialli: configurazione comune a molti generi della famiglia delle Asteraceae. Sono le foglie che almeno in parte distinguono le specie di questo genere da altri generi. Con il genere Matricaria L. la distinzione è più difficile: i capolini di quest'ultimo genere sono un po' più grandi e il ricettacolo ha una forma più compatta. Altri generi simili sono Anacyclus L. le cui specie hanno le pagliette del ricettacolo a forma rombico-acuminate e gli acheni compressi-bialati; Achillea L. con capolini molto più piccoli e generalmente in formazione corimbosa; Otanthus Hoffmgg. & Linkcon foglie intere.. Naturalmente non vanno dimenticati i generi che in questi ultimi anni hanno “assorbito” più di una specie di Anthemis: Cota J. Gay ex Guss., Chamaemelum Mill., Cladanthus Cass. e il già citato Anacyclus.

## Specie spontanee italiane
La flora spontanea italiana comprende le seguenti 21 specie:
- Anthemis aeolica Lojac..
- Anthemis aetnensis Schouw - Camomilla dell'Etna.
- Anthemis arvensis L. - Camomilla bastarda.
- Anthemis chia L. - Camomilla di Chio.
- Anthemis concolor Lojac..
- Anthemis cotula L. - Camomilla fetida.
- Anthemis cretica L. - Camomilla montana.
- Anthemis cupaniana Tod. ex Lojacono - Camomilla delle Madonie.
- Anthemis hydruntina Groves - Camomilla d'Otranto.
- Anthemis ismelia Lojacono - Camomilla delle M. Gallo.
- Anthemis maritima L. - Camomilla marina.
- Anthemis muricata (DC.) Guss. - Camomilla siciliana.
- Anthemis parlatoreana  Raimondo, Bajona, Spadaro & Di Grist..
- Anthemis peregrina L. - Camomilla pellegrina.
- Anthemis pignattiorum  Guarino, Raimondo & Domina - Camomilla dei Pignatti.
- Anthemis pseudoabrotanifolia C.Brullo, Brullo & Giusso.
- Anthemis pulvinata Brullo, Scelsi & Spamp..
- Anthemis rigida Boiss. ex Heldr. - Camomilla minima.
- Anthemis ruthenica  M.Bieb. - Camomilla dei Ruteni.
- Anthemis secundiramea Biv. - Camomilla costiera.
- Anthemis tomentosa L..

Nella "Flora d'Italia" (edizione del 2018) le quasi due dozzine di specie di Anthemis presenti sul territorio italiano sono suddivise quattro gruppi: Non tutte le specie sono elencate; manca: Anthemis aeolica Lojac. - Anthemis concolor Lojac. - Anthemis parlatoreana  Raimondo, Bajona, Spadaro & Di Grist. - Anthemis pseudoabrotanifolia C.Brullo, Brullo & Giusso - Anthemis pulvinata Brullo, Scelsi & Spamp. - Anthemis tomentosa L., non comprese nella "Flora".
| le pagliette del ricettacolo sono acute                | \| i fiori ligulati sono presenti \| Gruppo A \| \| \| Gruppo A \| \| i fiori ligulati sono assenti \| Gruppo C \| \| \| Gruppo C \| |
|                                                        | \| i fiori ligulati sono presenti \| Gruppo A \| \| \| Gruppo A \| \| i fiori ligulati sono assenti \| Gruppo C \| \| \| Gruppo C \| |
| le pagliette del ricettacolo sono ottuse o arrotondate | Gruppo B (generi Chamaemelum e Achillea)                                                                                             |
|                                                        | Gruppo B (generi Chamaemelum e Achillea)                                                                                             |
| i fiori ligulati sono presenti                         | Gruppo A |
|                                                        | Gruppo A |
| i fiori ligulati sono assenti                          | Gruppo C |
|                                                        | Gruppo C |

| i fiori ligulati sono presenti | Gruppo A |
|                                | Gruppo A |
| i fiori ligulati sono assenti  | Gruppo C |
|                                | Gruppo C |

| la corona asimmetrica sugli acheni è assente  | Gruppo D |
|                                               | Gruppo D |
| la corona asimmetrica sugli acheni è presente | Gruppo E |
|                                               | Gruppo E |

| le pagliette del ricettacolo sono acute                | \| i fiori ligulati sono presenti \| Gruppo A \| \| \| Gruppo A \| \| i fiori ligulati sono assenti \| Gruppo C \| \| \| Gruppo C \| |
|                                                        | \| i fiori ligulati sono presenti \| Gruppo A \| \| \| Gruppo A \| \| i fiori ligulati sono assenti \| Gruppo C \| \| \| Gruppo C \| |
| le pagliette del ricettacolo sono ottuse o arrotondate | Gruppo B (generi Chamaemelum e Achillea)                                                                                             |
|                                                        | Gruppo B (generi Chamaemelum e Achillea)                                                                                             |
| i fiori ligulati sono presenti                         | Gruppo A |
|                                                        | Gruppo A |
| i fiori ligulati sono assenti                          | Gruppo C |
|                                                        | Gruppo C |

| i fiori ligulati sono presenti | Gruppo A |
|                                | Gruppo A |
| i fiori ligulati sono assenti  | Gruppo C |
|                                | Gruppo C |

| la corona asimmetrica sugli acheni è assente  | Gruppo D |
|                                               | Gruppo D |
| la corona asimmetrica sugli acheni è presente | Gruppo E |
|                                               | Gruppo E |

L'elenco seguente è una visione sinottica del genere Anthemis in Italia e utilizza in parte il sistema delle chiavi analitiche (vengono cioè indicate solamente quelle caratteristiche utili a distingue un taxon dall'altro):

### Gruppo A
Caratteri generali: le piante sono perenni; le pagliette del ricettacolo sono acute; i fiori ligulati sono presenti.
- 1A: il fusto è semplice con un solo capolino; le lacinie delle foglie sono minori di 1 mm;

Anthemis cretica L. - Camomilla montana: le brattee interne dell'involucro sono ottuse; l'altezza della pianta varia tra 10 e 35 cm; il ciclo biologico è perenne; la forma biologica è emcriptofita scaposa (H scap); il tipo corologico è Orofita – Sud Europeo / Ovest Asiatico; l'habitat tipico sono i prati aridi e sassosi; questa specie è presente sui rilievi alpini e appenninici fino ad una altitudine compresa tra 1 200 e 2600 m s.l.m.
Anthemis aetnensis Schouw - Camomilla dell'Etna: le brattee interne dell'involucro sono acute; l'altezza della pianta varia tra 6 e 25 cm; il ciclo biologico è perenne; la forma biologica è camefite suffruticose (Ch suffr); il tipo corologico è Endemico; l'habitat tipico è la lava e la sabbia vulcanica; questa specie è presente solo in Sicilia fino ad una altitudine compresa tra 1 800 e 2400 m s.l.m.
- 1B: il fusto è ramoso con molti capolini; le lacinie delle foglie sono maggiori di 1 mm;

Complesso di A. cupaniana: il margine delle brattee è nerastro; le foglie sono grigio-tomentose e tenui. (vedi più avanti).
Anthemis maritima L. - Camomilla marina: le brattee sono chiare; le foglie sono glabre e carnose; l'altezza della pianta varia tra 2 e 3 dm; il ciclo biologico è perenne; la forma biologica è emcriptofita scaposa (H scap); il tipo corologico è Ovest Mediterraneo; l'habitat tipico sono le sabbie marine e le dune; questa specie è presente al sud e isole

#### Complesso diAnthemis cupaniana
Questo gruppo è caratterizzato da specie suffrutici con fusti legnosi alla base e ramosi e con peduncoli che non si ingrossano alla maturità.
I caratteri distintivi del gruppo sono:
- i fusti fioriferi hanno alcuni capolini irregolarmente corimbosi;
- le brattee dell'involucro hanno dei margini nerastri;
- le popolazioni a quote montane si presentano con un tomento bianco-lanoso.

Composizione del complesso:
- Anthemis cupaniana  Tod. ex Nyman
- Anthemis ismelia Lojac.
- Anthemis pignattiorum Guarino, Raimondo & Domina

Visione sinottica del complesso:
- 1A: gli acheni sono bianchi lunghi 1,5-2,5 mm con forme piramidali-tetragone e coste lisce;

Anthemis cupaniana Tod. ex Lojacono - Camomilla delle Madonie: l'altezza della pianta varia tra 10 e 60 cm; il ciclo biologico è perenne; la forma biologica è camefite suffruticose (Ch suffr); il tipo corologico è Endemico; l'habitat tipico sono le rupi ombrose calcaree; questa specie è presente solo in Sicilia fino ad una altitudine compresa tra 500 e 1800 m s.l.m.
- 1B: gli acheni sono bruni lunghi 2,5-3,5 mm con forme subconiche e coste ricche di tubercoli;

Anthemis ismelia Lojacono - Camomilla delle M. Gallo: sono presenti delle ghiandole rossicce; la corona è rossiccia e coriacea; l'altezza della pianta varia tra 30 e 60 cm; il ciclo biologico è perenne; la forma biologica è camefite suffruticose (Ch suffr); il tipo corologico è Endemico; l'habitat tipico sono le rupi ombrose calcaree; questa specie è presente solo in Sicilia fino ad una altitudine compresa tra 200 e 500 m s.l.m.
Anthemis pignattiorum  Guarino, Raimondo & Domina - Camomilla dei Pignatti: sono presenti delle ghiandole giallastre; la corona è assente; l'altezza della pianta varia tra 20 e 50 cm; il ciclo biologico è perenne; la forma biologica è camefite suffruticose (Ch suffr); il tipo corologico è Endemico; l'habitat tipico sono le rupi calcaree esposte a nord; questa specie molto rara è presente solo in Sicilia fino ad una altitudine compresa tra 350 e 450 m s.l.m.

### Gruppo C
Caratteri generali: le piante sono perenni; le pagliette del ricettacolo sono acute; i fiori ligulati sono assenti.
Anthemis hydruntina Groves - Camomilla d'Otranto: l'altezza della pianta varia tra 2 e 4 dm; il ciclo biologico è perenne; la forma biologica è camefite suffruticose (Ch suffr); il tipo corologico è Endemico; l'habitat tipico sono i pascoli aridi; questa specie è presente solo al sud fino ad una altitudine di 1000 m s.l.m..

### Gruppo D
Caratteri generali: le piante sono annue; la corona asimmetrica sugli acheni è assente; gli acheni sono rugosi o tubercolati.
- 1A: il ricettacolo è conico-allungato;

Anthemis cotula L. - Camomilla fetida: l'altezza della pianta varia tra 1 e 5 dm; il ciclo biologico è annuo; la forma biologica è terofita scaposa (T scap); il tipo corologico è Euri-Mediterraneo; l'habitat tipico cono gli incolti, i ruderi e i campi di cereali; la distribuzione sul territorio italiano è completa fino ad una altitudine di 1300 m s.l.m..
- 1B: il ricettacolo è emisferico-conico;

- 2A: i fiori ligulati sono presenti;

Anthemis secundiramea Biv. - Camomilla costiera: la pagina inferiore delle foglie ha delle ghiandole puntiformi; l'altezza della pianta varia tra 1 e 3 dm; il ciclo biologico è annuo; la forma biologica è terofita scaposa (T scap); il tipo corologico è Sud-Mediterraneo; l'habitat tipico cono gli incolti sabbiosi o erbosi presso il mare; sul territorio italiano questa specie è presente al sud e isole fino ad una altitudine di 300 m s.l.m..
- 2B:  i fiori ligulati sono assenti;

Anthemis muricata (DC.) Guss. - Camomilla siciliana: l'altezza della pianta varia tra 2 e 15 cm; il ciclo biologico è annuo; la forma biologica è terofita scaposa (T scap); il tipo corologico è Endemico; l'habitat tipico sono i pascoli argillosi; questa specie è presente solamente in Sicilia fino ad una altitudine di 500 m s.l.m..

### Gruppo E
Caratteri generali: le piante sono annue; la corona asimmetrica sugli acheni è presente; gli acheni sono lisci.
- 1A: le pagliette del ricettacolo sono ottuse o arrotondate all'apice;

Anthemis chia L. - Camomilla di Chio: l'altezza della pianta varia tra 1 e 4 dm; il ciclo biologico è annuo; la forma biologica è terofita scaposa (T scap); il tipo corologico è Nord Est - Mediterraneo; l'habitat tipico sono gli incolti e le zone ruderali; questa specie è presente solamente al sud fino ad una altitudine di 500 m s.l.m..
- 1B: le pagliette del ricettacolo sono acute;

- 2A: i fiori ligulati sono mancanti;

Anthemis rigida Boiss. ex Heldr. - Camomilla minima: l'altezza della pianta varia tra 5 e 15 cm; il ciclo biologico è annuo; la forma biologica è terofita scaposa (T scap); il tipo corologico è Endemico; l'habitat tipico sono gli incolti e i pascoli; questa specie è molto rara ed è presente solamente in Sicilia fino ad una altitudine di 900 m s.l.m..
- 2B: i fiori ligulati sono presenti;

- 3A: la coroncina del pappo è sviluppata da un lato; le pagliette del ricettacolo sono bruscamente ristrette in una resta;

Anthemis peregrina L. - Camomilla pellegrina: la pianta è bianco-tomentosa; i fiori ligulati sono sterili; l'altezza della pianta varia tra 1 e 3 dm; il ciclo biologico è annuo; la forma biologica è terofita scaposa (T scap); il tipo corologico è Nord Est Mediterraneo; l'habitat tipico sono le sabbie e gli incolti presso il mare; questa specie è rara ed è presente solamente al Sud fino ad una altitudine di 300 m s.l.m..
Anthemis ruthenica  M.Bieb. - Camomilla dei Ruteni: la pianta ha una pelosità ridotta; i fiori ligulati sono femminili; l'altezza della pianta varia tra 1 e 4 dm; il ciclo biologico è annuo; la forma biologica è terofita scaposa (T scap); il tipo corologico è Centro Europeo / Pontico (steppico); l'habitat tipico sono le sabbie e gli incolti; questa specie si trova al Nord (da verificare) fino ad una altitudine di 1800 m s.l.m..
- 3B: la coroncina del pappo è ridotta ad un anello apicale; le pagliette del ricettacolo sono carenate, acute e mucronate;

Anthemis arvensis L. - Camomilla bastarda: l'altezza della pianta varia tra 1 e 5 dm; il ciclo biologico è annuo (ma anche bienne); la forma biologica è terofita scaposa (T scap) o anche H scap; il tipo corologico è (Steno Mediterraneo) Sub Cosmopolita; l'habitat tipico sono le colture di cereali, pascoli e terreni abbandonati; questa specie è presente in tutta Italia fino ad una altitudine di 1800 m s.l.m..

## Usi
Di questo genere solamente due o tre specie sono utilizzabili nella medicina, le altre sono considerate infestanti e in genere rifiutate dal bestiame da pascolo. Poche altre sono state introdotte nei giardini come piante ornamentali (da macchia o da bordura). I primi utilizzi in tal senso sono documentati dal 1731.

## Altre notizie
Le camomille in altre lingue vengono chiamate nei seguenti modi:
- (DE)  Kamille
- (FR)  Anthémis oppure Camomilles
- (EN)  Anthemis oppure Camomile